# Renward Cysat

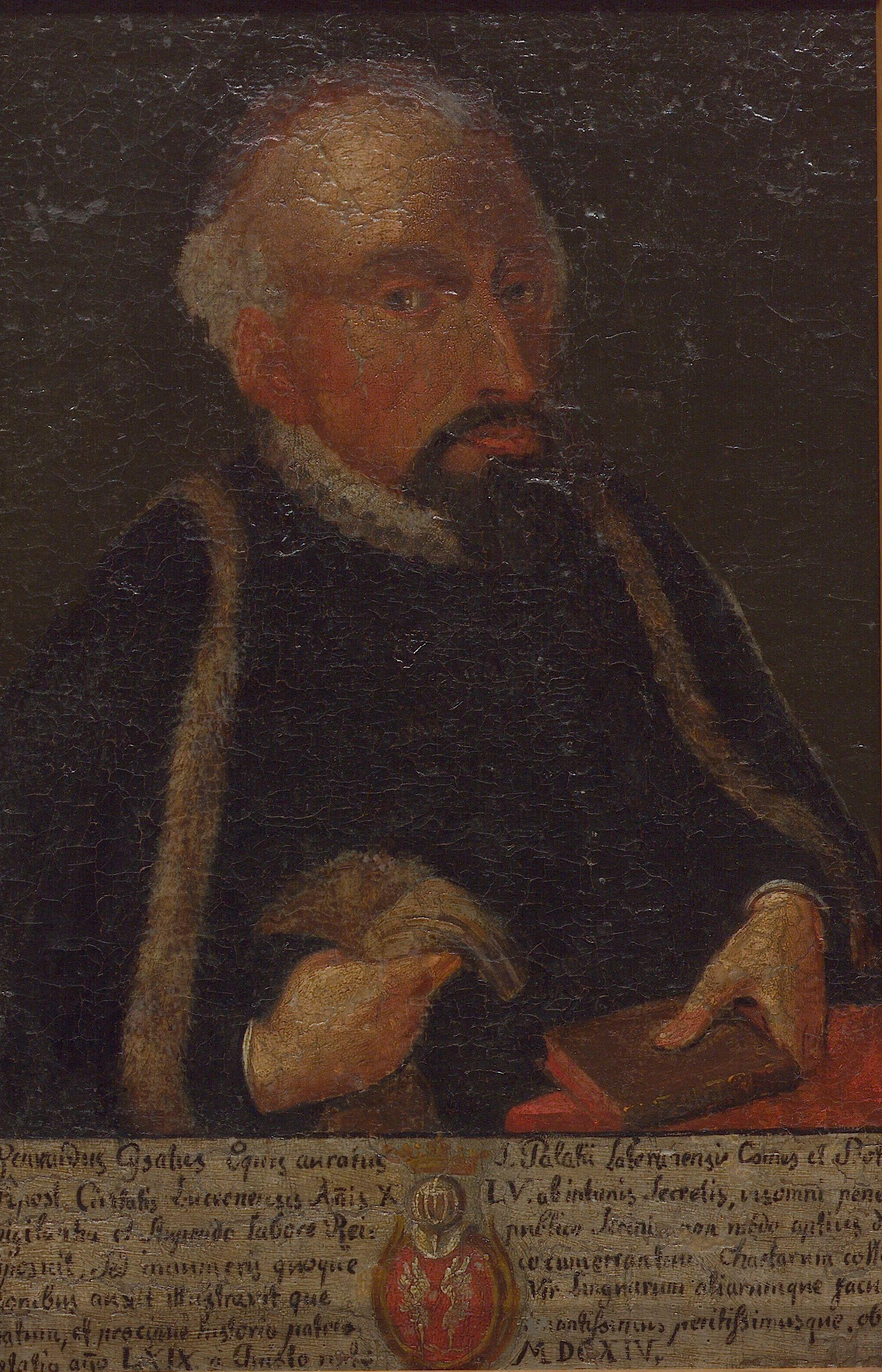
Porträt von Renward Cysat

Renward Cysat (* 11. Oktober 1545 in Luzern; † 25. April 1614 ebenda) war Bürger, Apotheker, Notar, Grossrat und Stadtschreiber in Luzern.

## Leben
Der Vater, Giovanni Battista Cesati (eingedeutscht: Johann Baptist Cysat) stammte aus Mailand, war 1530 nach Luzern eingewandert und erhielt hier 1549 das Bürgerrecht. Die Mutter, Margaretha Göldlin († 1586) war Luzerner Patriziertochter.
1570 wurde Cysat Luzerner Unterschreiber, 1571 apostolischer Notar. Von 1573 bis 1575 war er Mitglied des Grossen Rates, von 1575 bis 1614 Stadtschreiber. Er erneuerte die Rechtsaufzeichnungen des Staates, der Klöster (Urbare), Ämter, Twinge und Zünfte (Libelle). Zusammen mit Schultheiss Ludwig Pfyffer von Altishofen war Cysat der führende Kopf Luzerns und der katholischen Orte in der Aussenpolitik (Anlehnung an die katholischen Mächte), der katholischen Kirchenreform (Klerus, Klöster) sowie der Bildungspolitik (Ausbau der Jesuitenschulen), der Gesundheitspolitik (Pestbekämpfung) und im Armenwesen. Er war massgeblich am Abschluss des Goldenen Bundes der katholischen Orte von 1586 beteiligt und arbeitete eng mit dem Nuntius, mit Savoyen und Spanien zusammen.
Cysat pflegte naturwissenschaftliche Interessen in Medizin, Physik, Biologie und Alchemie, sammelte Sagen, dokumentierte Brauchtum und korrespondierte mit gelehrten Naturwissenschaftern und Historikern in Basel, Zürich, Freiburg im Üechtland und Freiburg im Breisgau. In den 22 Bänden seiner Kollektaneen stellte er Aufzeichnungen, alte und eigene Abschriften sowie Auszüge aus den Quellen vom Mittelalter an zusammen. Für die Herstellung der ältesten Karte des Kantons Luzern (1613) arbeitete Cysat eng mit dem Maler Hans Heinrich Wägmann zusammen. Die Bilder auf der Kapellbrücke entstanden aufgrund von Cysats Initiative und Programm. Er war auch Spielleiter, unter anderem der Luzerner Osterspiele von 1583 und 1597. 
Von Papst Gregor XIII. wurde er 1576 zum Hofpfalzgrafen und 1593 von Clemens VIII. zum Ritter ernannt. Er war seit 1568 mit Elisabeth Bossard verheiratet und Vater des Mathematikers und Astronomen Johann Baptist Cysat.

## Werke
- Warhafftiger Bericht / Von den New= || erfundnen Japponischen Jnseln vnd Koenigreichen / auch von andren zuvor vnbekandten Jndianischen Landen. Darinn der heilig Christlich Glaub wunderbarlich zunimpt vnd auffwaechst. Neben dem allen erfindet sich in diser Edition gruendliche anzeygung von der Japponischen Legation newlich gehn Rom ankõmen […] von Brasilia / vnd weytere beschreibung der Landschafften vnd Wesen der Neuwerfundnen Voelckern […] Durch RENVVARDVM CYSATVM, Burgern zu Lucern / auß dem Jtalianischen in das Teutsch gebracht / vnd jetzt zum erstenmal im Truck außgangen. Freiburg im Üechtland 1586 (Digitalisat).
- Convivii Process (1593). Hrsg. von Heidy Greco-Kaufmann: «Spiegel des uberflusses und missbruchs». Renward Cysats Convivii Process. Kommentierte Erstausgabe der Tragicocomedi von 1593. Zürich 2001.
- Das Luzerner Osterspiel. Hrsg. von Heinz Wyss: Das Luzerner Osterspiel. Gestützt auf die Textabschrift von M. Blakemore Evans und unter Verwendung seiner Vorarbeiten zu einer kritischen Edition im Auftrag der schweizerischen Gesellschaft für Theaterkultur nach den Handschriften herausgegeben. Drei Bände. Bern 1967.
- Von dem grossen und erschröklichen Erdbidem, so sich allhie ze Lucern, wie ouch in aller umbligender Landschafft, und in andern provinzen tütscher und welscher Nation wytt und breit erzeigt den 18 Septembris dess 1601 Jars. Aufgezeichnet von einem Ohr- und Augenzeugen, dem Stadtschreiber R. Cysat in Lucern. Hrsg. von Joseph Schneller. In: Der Geschichtsfreund. Bd. 3, 1846, S. 105–115 (doi:10.5169/seals-109787).
- Collectanea Chronica und denkwürdiger Sachen pro Chronica Lucernensis et Helvetiae. Hrsg. von Josef Schmid. Luzern 1961–1977 (= Quellen und Forschungen zur Kulturgeschichte von Luzern und der Innerschweiz. Bände 4–5; 9).
- Das Luzerner ‹Spil des Heiligen Crützes erfindung› von Renward Cysat. In: Elke Ukena: Die deutschen Mirakelspiele des Spätmittelalters. Bern, Frankfurt/Main 1975, S. 562–771.
- Geister, Wunder, Alltag. Renward Cysats Bericht zu den Seedorfer Gespenstererscheinungen (1608), Kommentar und Edition. Hrsg. von Rainer Hugener. In: Der Geschichtsfreund. Bd. 161, 2008, S. 97–187 (doi:10.5169/seals-118819).

## Erinnerungskultur
- Mehrere Häuser in der Luzerner Altstadt sind mit archaisierenden Inschriften versehen, die an Renward Cysat erinnern:
  - Cysat Hus, Mariahilfgasse 7: «1586 || Renwardus Cysatus || Am Gaesslein hier in dissem Huss || wohnt syner Zyten Cysatus || Der Schryber war ze Luciar || Darnæben päpstlicher Notar || Ouch Aeques Aureatus g'sin || Von Rom eyn Comes Palatin || Pflanzt uf der Musek Obs und Ræben || War eyn Poetus kluog bynæben || Undt hett viel Chroniciis verfasst || Die er den Burgern hinterlasst. || 1937»
  - Zur Sonne, Weinmarkt 20: «Ze zyten do der Wynmärkt bas || Den Burgern ihr Theatrum was, || Do sach ich viel der Osterspill || Und ouch der Fastnacht kurzewill || Der am Grund, Blaetz, ouch Cysatus || Agieredt als Poeticus. || Dess freuwt ich mich der Wunnen, || Heiss derohalb zer Sunnen»
- In der Luzerner Altstadt ist eine Strasse nach der Familie Cysat benannt (Map.Search: Cysatstrasse Luzern).